# DAX

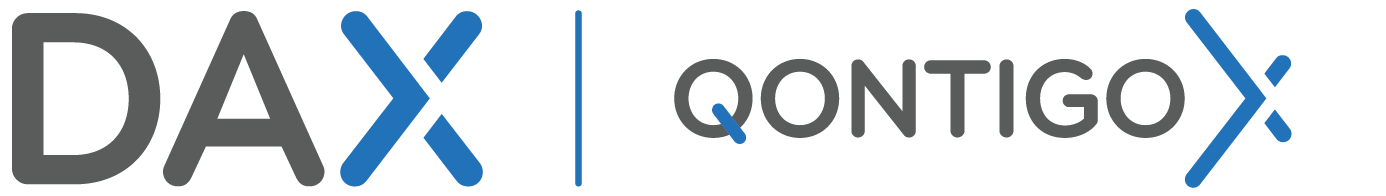

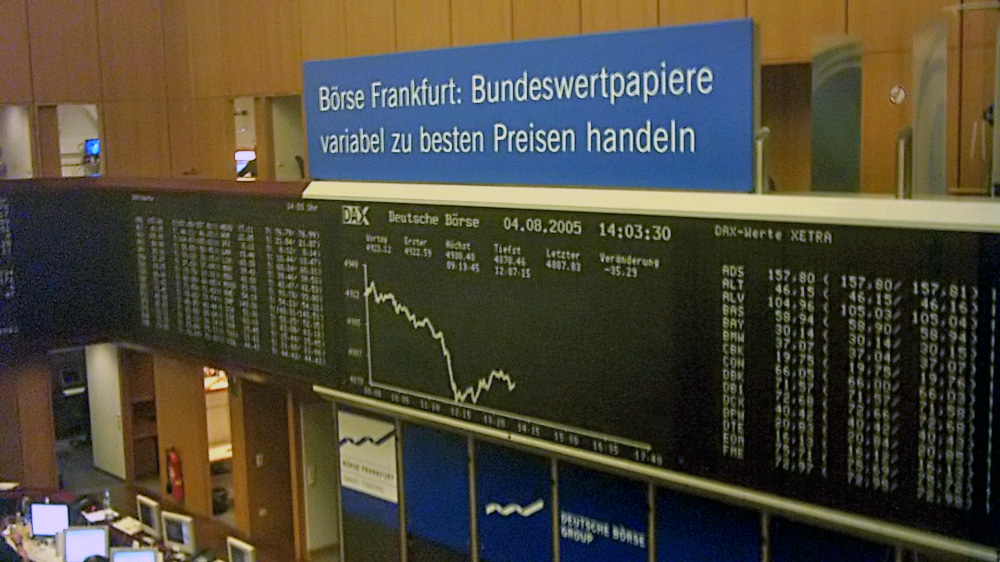
Tablica kursów na giełdzie we Frankfurcie

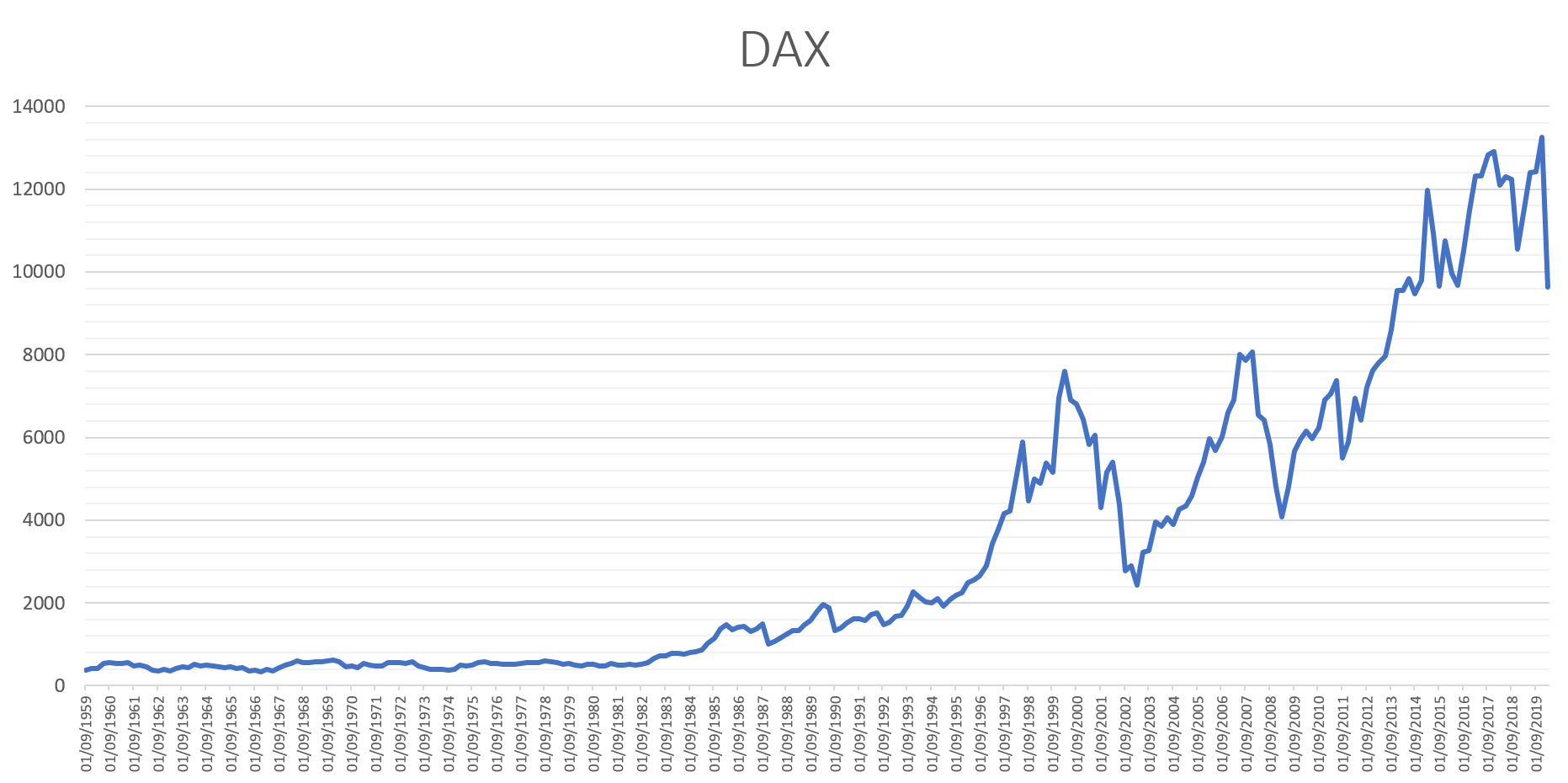
Historyczne notowania indeksu DAX

DAX (niem. Deutscher Aktienindex) – niemiecki indeks giełdowy największych pod względem udziału w obrotach i kapitalizacji spółek na giełdzie we Frankfurcie nad Menem.
Jest tzw. indeksem wynikowym (ang. Performanceindex), co oznacza, że bierze pod uwagę nie tylko wzrost cen akcji, ale i również wzrost kapitału poprzez wypłatę dywidendy.
Ukazuje zmianę wartości akcji 40 największych spółek akcyjnych pod względem kapitalizacji oraz obrotu. Każdej spółce przyznaje się wagę, odpowiednią do jej wielkości. Istotne jest, że bierze się pod uwagę jedynie akcje podlegające obrotowi na giełdzie (ang. free float).
Indeks jest obliczany za pomocą elektronicznego systemu handlowego XETRA. Oblicza się go od godziny 9.00 do 17.30. Obecnie indeks DAX obliczany jest co sekundę.
DAX wystartował 1 lipca 1988 z poziomu 1163,52 pkt. Dla celów statystycznych możliwe jest również obliczenie wartości indeksu wstecz (aż do 1959 roku). Jedno z historycznych maksimów indeks osiągnął 16 lipca 2007 roku – 8105,69 punktów. Poziom ten został przebity w maju 2013 roku podczas trwającej od kilkunastu miesięcy hossy, a następnie w 2018 r., gdy indeks zanotował ponad 13 tysięcy punktów, również podczas hossy na rynkach akcji. Aktualnie indeks notuje spadki od swojego ostatniego maksimum w 2018 roku, sytuując się na poziomie 11 tysięcy punktów.

## Skład indeksu

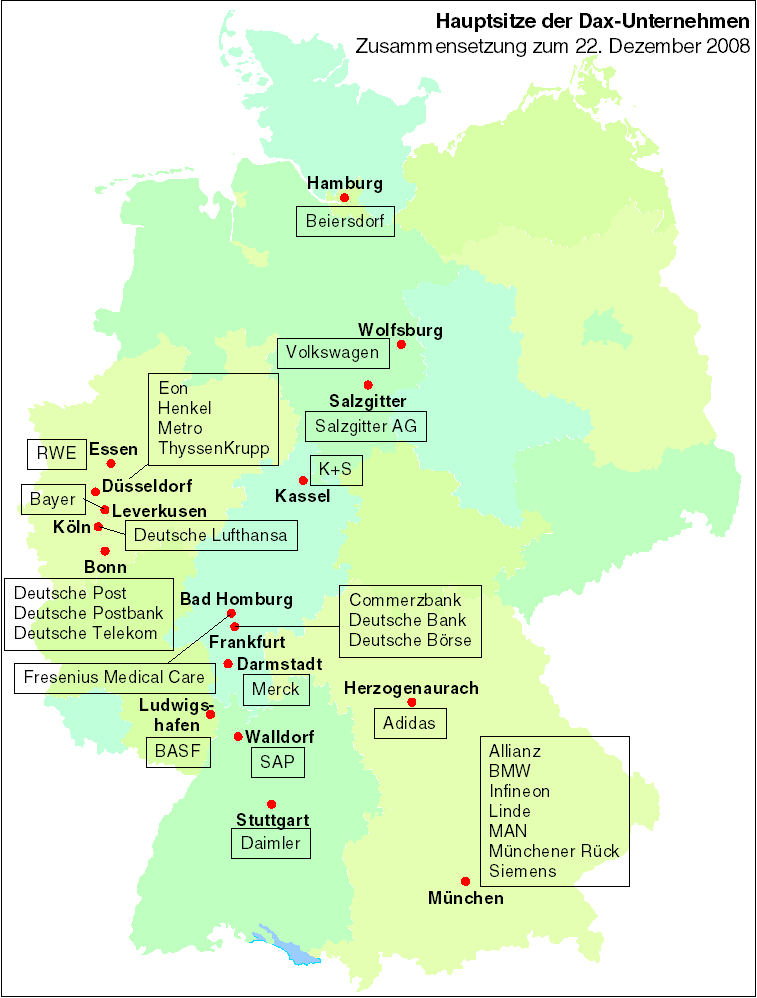
Siedziby spółek wchodzących w skład indeksu DAX

Skład indeksu DAX na 3 listopada 2006

(Stan na 8.12.2021)
| Nazwa                  |
| ---------------------- |
| Adidas                 |
| Airbus Group           |
| Allianz                |
| BASF                   |
| Bayer                  |
| Beiersdorf             |
| BMW                    |
| Brenntag AG            |
| Continental            |
| Covestro               |
| Daimler AG             |
| Delivery Hero          |
| Deutsche Bank          |
| Deutsche Börse         |
| Deutsche Post          |
| Deutsche Telekom       |
| E.ON                   |
| Fresenius Medical Care |
| Fresenius              |
| HeidelbergCement       |
| HelloFresh             |
| Henkel                 |
| Infineon               |
| Linde                  |
| Lufthansa              |
| Merck                  |
| MTU Aero Engines       |
| Münchener Rück         |
| Porsche                |
| Puma SE                |
| Qiagen NV              |
| RWE                    |
| SAP                    |
| Sartorius AG           |
| Siemens                |
| Siemens Energy AG      |
| Siemens Healthineers   |
| Symrise AG             |
| Volkswagen             |
| Vonovia                |
| Zalando SE             |